# Provinz Cosenza
Die Provinz Cosenza (italienisch Provincia di Cosenza) ist eine der fünf Provinzen der italienischen Region Kalabrien. Die Hauptstadt ist Cosenza. Die Provinz hat 670.368 Einwohner (Stand 31. Dezember 2023) in 150 Gemeinden auf einer Fläche von 6650 km².

## Die größten Gemeinden

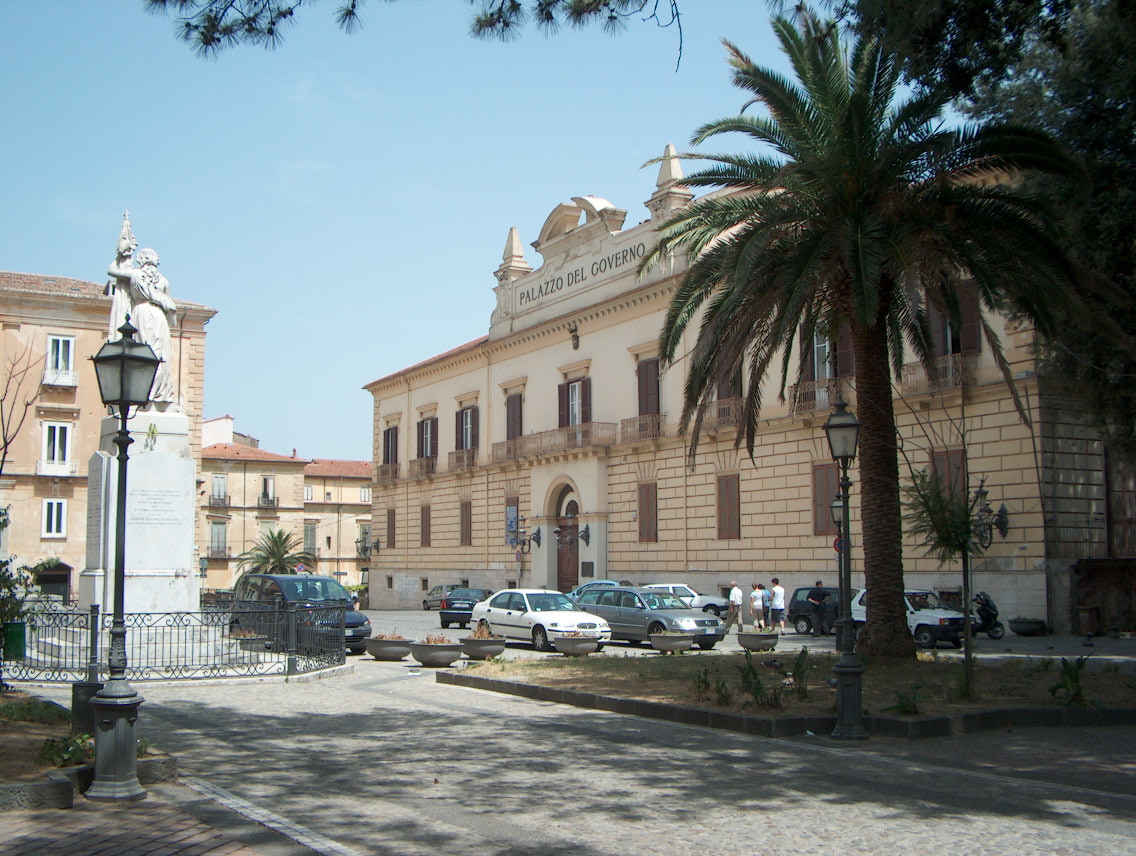
Palazzo del Governo di Cosenza

(Einwohnerzahlen Stand 31. Dezember 2023)
| Gemeinde              | Einwohner |
| --------------------- | --------- |
| Corigliano-Rossano    | 77.150    |
| Cosenza               | 63.701    |
| Rende                 | 36.662    |
| Castrovillari         | 20.673    |
| Acri                  | 18.548    |
| Montalto Uffugo       | 20.111    |
| Cassano all’Ionio     | 16.432    |
| San Giovanni in Fiore | 15.710    |
| Paola                 | 14.809    |
| Amantea               | 13.829    |
| Scalea                | 11.301    |
| Bisignano             | 9480      |

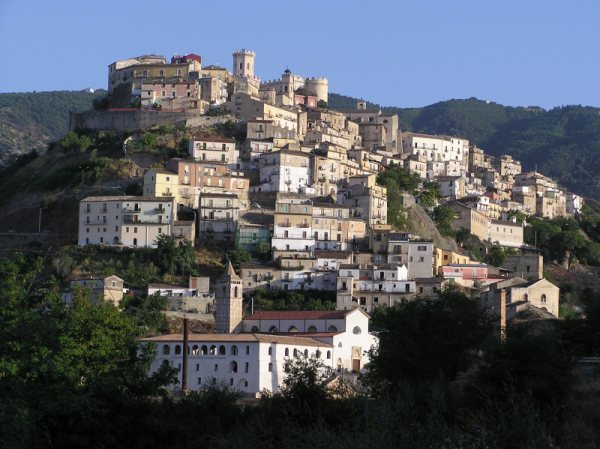
Corigliano Calabro in der Provinz Cosenza

Die Liste der Gemeinden in Kalabrien beinhaltet alle Gemeinden der Provinz mit Einwohnerzahlen.